# Кресансак
Кресансак (фр. Cressensac) насеље је и општина у јужној Француској у региону Миди Пирене, у департману Лот која припада префектури Гурдон.
По подацима из 2011. године у општини је живело 642 становника, а густина насељености је износила 27,86 становника/km². Општина се простире на површини од 23,04 km². Налази се на средњој надморској висини од 219 метара (максималној 330 m, а минималној 239 m).

## Демографија
| 1962. | 1968. | 1975. | 1982. | 1990. | 1999. | 2011. |
| ----- | ----- | ----- | ----- | ----- | ----- | ----- |
| 567   | 596   | 620   | 639   | 570   | 570   | 642   |

График промене броја становника у току последњих година